# Молодому передовику животноводства

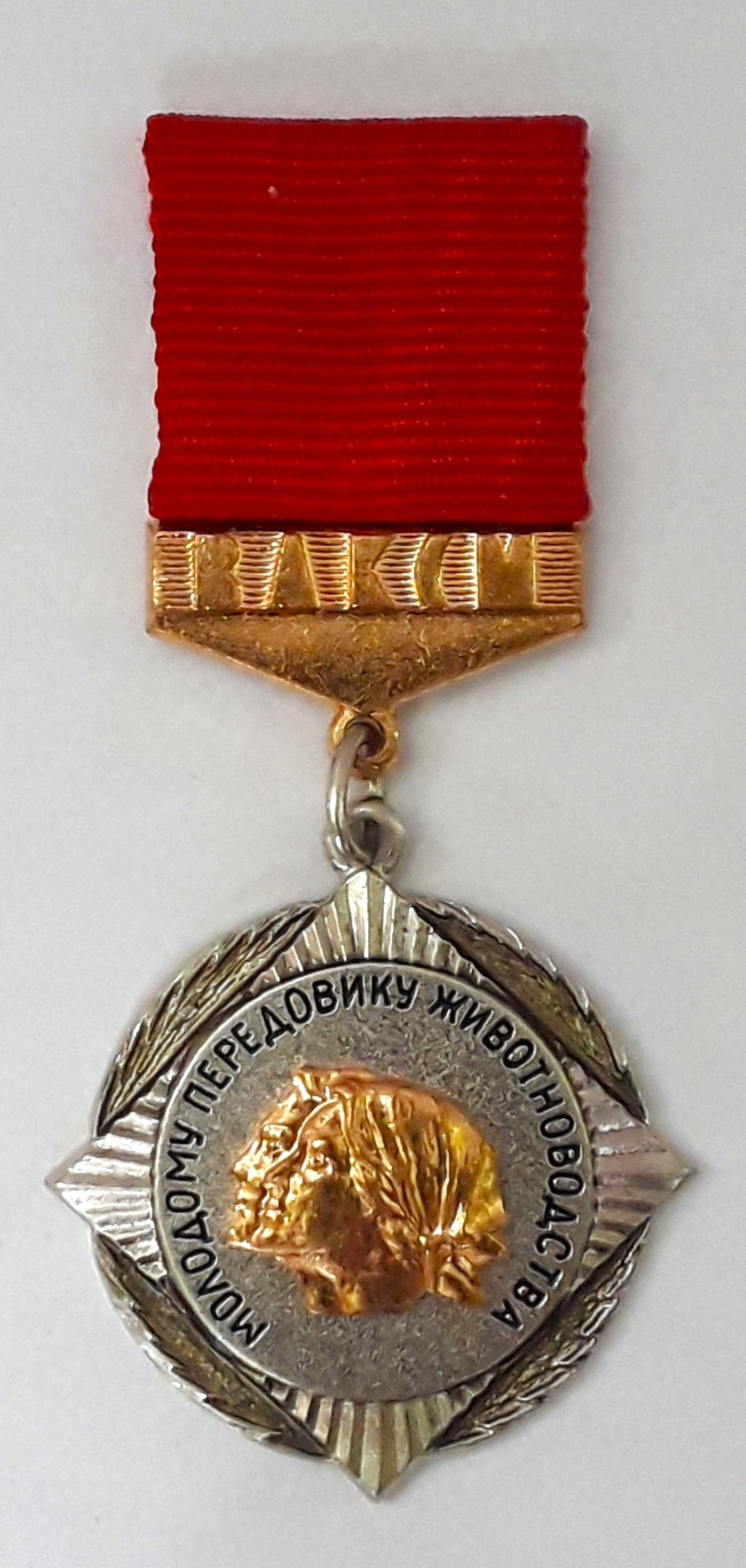
Знак ЦК ВЛКСМ Молодому передовику животноводства

Знак «Молодому передовику животноводства» — награда, учреждённая 6 мая 1971 года постановлением ЦК ВЛКСМ, для награждения передовиков производства в области животноводства, победителей социалистического соревнования, активных общественников. 

## История
Награждение проводилось ЦК ЛКСМ союзных республик, крайкомов, обкомов по постановлению ЦК ВЛКСМ. Первое награждение состоялось по итогам социалистического соревнования 1972-1973 гг., постановление ЦК ВЛКСМ вышло 1 сентября 1973 года. Тогда было награждено 925 человек. Всего до упразднения знака постановлением ЦК ВЛКСМ от 25 марта 1986 году было награждено около 3000 комсомольцев передовиков производства.

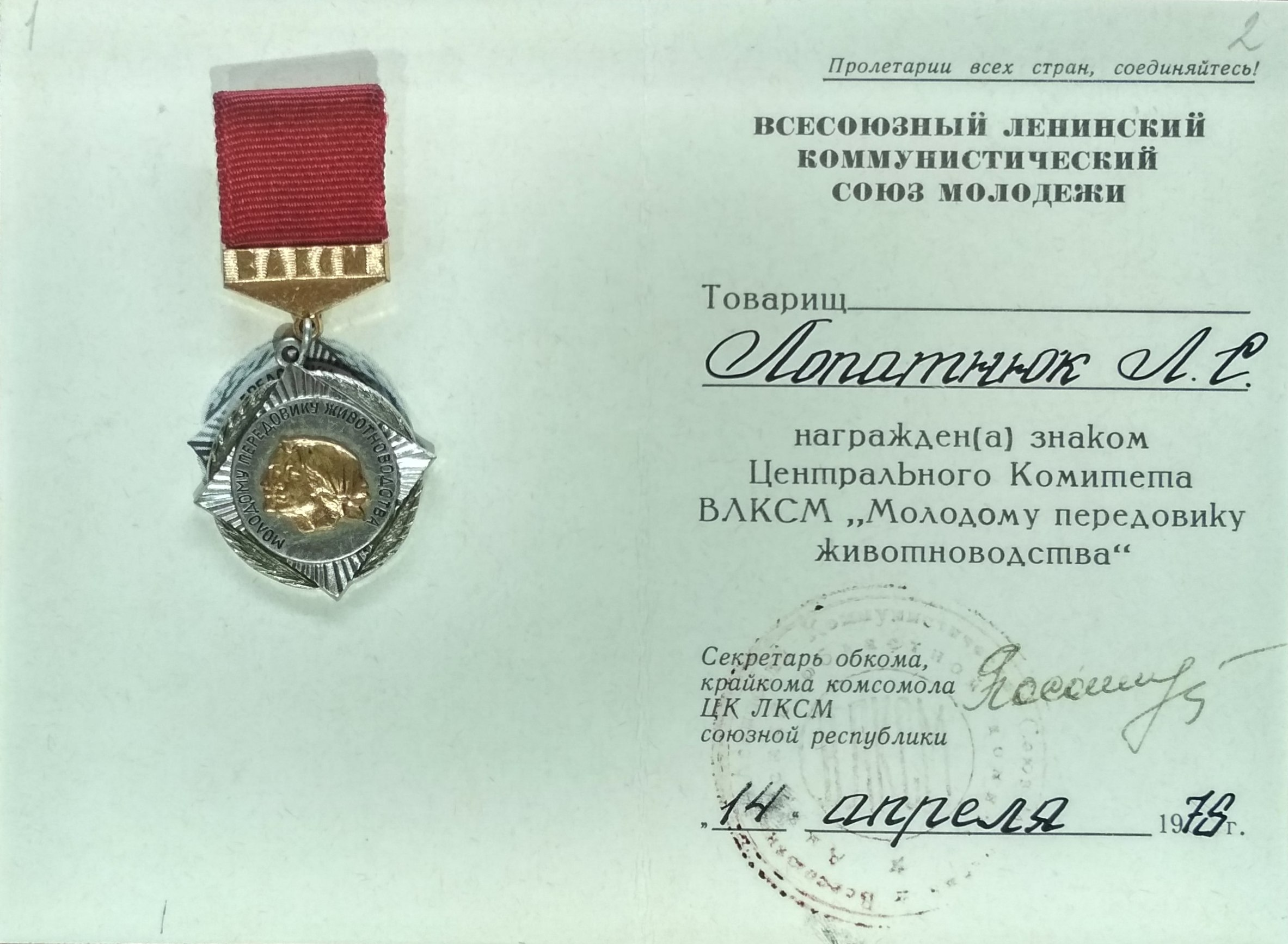
Удостоверение к нагрудному знаку “Молодому передовику животноводства” 1978 год.

## Описание
Знак представляет собой четырехугольник на который наложен круг с золотистым изображением юноши и девушки с идущей по краю круга надписью "молодому передовику животноводства". Композиция наложена на основу в виде круга обрамленного лавровой ветвью. Знак подвешивался на пятиугольную колодку обтянутую красной муаровой лентой с надписью ВЛКСМ в нижней части. Материал знака томпак и нейзильбер..